# Charles Levin
Charles Herbert Levin (n. 12 martie 1949, Chicago, Illinois, SUA – d. iulie 2019, Selma⁠(d), Comitatul Josephine, Oregon, SUA) a fost un actor american de televiziune, film și teatru. Acesta era cunoscut pentru rolul lui Elliot Novak din sitcomul Alice⁠(d) (1976-1985) și cel al lui Eddie Gregg din serialul polițist Hill Street Blues⁠(d) (1982-1986).

## Biografie
Charles Levin s-a născut pe 12 martie 1949 în Chicago, Illinois. A fost căsătorit cu Katherine DeHetre din 1983 până în 2007. Cuplul a avut împreună 3 copii: Jesse, Ben și Kate. Kate a murit într-un accident de mașină în 2007. Pe parcursul carierei, acesta a apărut în numeroase seriale de televiziune precum Capital News⁠(d) (Vinnie DiSalvo), Family Ties⁠(d), Tales from the Darkside, Zona crepusculară, The Facts of Life⁠(d), Falcon Crest⁠(d) (Arthur Haberman), Punky Brewster⁠(d) (ofițerul Bob), Thirtysomething⁠(d), Night Court⁠(d), L.A. Law⁠(d) (Robert Caporale), Designing Women⁠(d), Murphy Brown⁠(d), NYPD Blue - Viață de polițist⁠(d) și Lege și ordine⁠(d). De asemenea, l-a interpretat pe bucătarul homosexual Coco în episodul pilot al serialului The Golden Girls. Cel mai cunoscut rol al său rămâne însă cel al mohelului din episodul „The Bris⁠(d)” al serialului Seinfeld. Levin era evreu.

## Dispariția și moartea
La 8 iulie 2019, fiul lui Levin a anunțat poliția că tatăl său a dispărut și nu mai știu nimic de el din 28 iunie. La momentul respectiv, Levin locuia în Grants Pass, Oregon⁠(d) și urma să se mute într-o casă nouă din același oraș. Mașina sa a fost descoperită pe 12 iulie pe un drum îndepărtat situat la nord-est de Selma, Oregon⁠(d). Cadavrul câinelui său, Boo Bear, a fost găsit înăuntru. Cadavrul lui Levin a fost găsit o zi mai târziu. Pe 8 noiembrie 2019, autoritățile au confirmat că moartea actorului a fost una accidentală. Conform acestora, mașina sa a rămas blocată pe un drum rural neîntreținut; Levin a plecat să caute ajutor și a căzut 9 metri în gol într-o râpă. Acesta avea 70 de ani.

## Filmografie
- Everybody Rides the Carousel (1975) – Stage 6 (voce)
- Annie Hall (1977) – Actor in Rehearsal
- Between the Lines (1977) – Paul
- A Doonesbury Special (1977) – Mark Slackmeyer
- Rush It (1978) – Dr. Levy
- Manhattan (1979) – actor #1
- The Seduction of Joe Tynan (1979) – John Cairn
- Honeysuckle Rose (1980) – Sid
- Washington Mistress (1982, film de televiziune) – Larry
- Hill Street Blues (1982-1986) - Eddie Gregg
- Deal of the Century (1983) – Dr. Rechtin
- Alice (1976) (sezoanele 8-9: 1983–85) – Elliot Novak
- This Is Spinal Tap (1984) – Disc 'n' Dat Manager
- Do You Remember Love (1985, film de televiziune) – Dr. Raymond Sawyer
- The Golden Girls (1985, episod pilot) - Coco
- The Man with One Red Shoe (1985) – CIA Dentist
- The Golden Child (1986) – gazdă de televiziune
- The Couch Trip (1988) – reporter
- Home Free (1988, film de televiziune) – Barry Kramer
- No Holds Barred (1989) – Ordway
- Immediate Family (1989) – Eli's Dad
- Opposites Attract (1990) – Marcino
- Seinfeld (1989) (Episodul „The Bris”, 1993) – mohelul
- A Civil Action (1998) – geolog (ultimul rol de film)